# Fukaebashi (metropolitana di Osaka)
Fukaebashi (深江橋駅?, Fukaebashi-eki) è una stazione della metropolitana di Osaka situata nell'area est della città. La stazione serve la Linea Chūō e si trova non lontano dal castello di Osaka e dalla stazione di Hanaten della JR West.

## Struttura
La stazione è dotata di due marciapiedi con due binari sotterranei.
| 1 | Linea Chūō |  | Per Nagata, Ikoma e Gakken Nara-Tomigaoka                  |
| 2 | Linea Chūō |  | Per Morinomiya, Hommachi, Bentenchō, Ōsakakō e Cosmosquare |

## Stazioni adiacenti
| «           | Servizio   | »          |
| Linea Chūō  | Linea Chūō | Linea Chūō |
| ----------- | ---------- | ---------- |
| Midoribashi | Locale     | Takaida    |